# Martin Lunssens
Martin Lunssens (Sint-Jans-Molenbeek, 16 april 1871 – Etterbeek, 1 februari 1944) was een Belgisch componist, muziekpedagoog en dirigent.

## Levensloop
Lunssens studeerde aan het Koninklijk Conservatorium in Brussel bij Jean Baptiste Van Volxem (solfège), Gustave Huberti (harmonie), Hubert Ferdinand Kufferath (contrapunt en fuga), Joseph Dupont (piano) en François-Auguste Gevaert (compositie). Zijn deelname in 1893 met de cantate Lady Macbeth en in 1895 met de cantate Callirhoé aan de Prijs van Rome werd respectievelijk met een 2e en een 1e prijs beloond. De daarmee verbonden reis naar Rome gebruikte hij ook voor verblijven in München, Bayreuth, Parijs en Florence en dienden hem later als inspiratiebron voor twee van zijn symfonieën.
Na zijn terugkomst in België werd hij op 10 februari 1903 docent voor harmonieleer aan het Koninklijk Conservatorium Brussel. Van 1905 tot 1921 was hij eveneens directeur van de muziekschool in Kortrijk, van 1916 tot 1924 docent aan het conservatorium van Charleroi en daarna ook directeur van het stedelijk conservatorium in Leuven (1921-1924) en docent voor harmonieleer, contrapunt en fuga. In 1924 werd hij als opvolger van E. Mathieu benoemd tot directeur van het Koninklijk Conservatorium van Gent en doceerde contrapunt (tot 1929) en later fuga (tot 1936).
Tot zijn leerlingen behoorden bekende Belgische componisten zoals Jean Absil, Marcel Poot, Maurice Schoemaker, Raymond Moulaert, Godfried Devreese, Jean Louël, André Souris, Albert Delvaux, Jules-Toussaint De Sutter, Pieter Leemans, Renaat Mores, Prosper Van Eechaute, Cecilia Callebert, Paul Edgar Tinel en Albert Huybrechts.
Tijdens het seizoen 1901-1902 dirigeerde hij onder andere de opera Tannhäuser van Richard Wagner in het Nederlands Lyrisch Toneel in Antwerpen, zoals de Vlaamse Opera toen nog heette. In Charleroi richtte hij de Société des Concerts op. Hij was dirigent bij de Casinoconcerten in Blankenberge.
Ondanks zijn pedagogische verplichtingen wist hij steeds tijd te maken om te componeren. Zijn docenten Gustave Huberti en Joseph Dupont hebben zijn voorliefde voor de muziek van Wagner gewekt, en dit manifesteerde zich in zijn oeuvre. Ook andere grote meesters zoals Ludwig van Beethoven, Johannes Brahms, Felix Mendelssohn Bartholdy en Camille Saint-Saëns hebben zijn stijl beïnvloed. Contrapunktiek is vooral bij hem de basis en dat maakt sommige van zijn werken wel enigszins abstract en lang.
Lunssens werd in juli 1932 lid van de Académie royale des sciences, des lettres et des beaux-arts de Belgique en werd in 1941 benoemd tot directeur de la Classe des Beaux-Arts. In 1911 werd hij onderscheiden als Ridder in de Belgische Leopoldsorde en in 1921 tot Officier in dezelfde orde.

## Composities

### Werken voor orkest

#### Symfonieën
- 1898-1916 Symphonie Florentine
  1. beauté de Florence
  2. Dante et Béatrice
  3. luttes intestines
  4. les Arts
- 1902-1916 Symphonie Romaine
  1. Rome ancienne
  2. Saint-Pierre
  3. Jeux de cirque
  4. Rome moderne
- Symphonie en mémoire de Brahms
- Symphonie en mémoire de Haydn

#### Concerten voor instrumenten en orkest
- 1940 Concert d mineur, voor altviool en orkest
- Concert, voor viool en orkest - opgedragen aan: Eugène Ysaÿe
- Concert nr. 2, voor viool en orkest
- Concert nr. 3, voor viool en orkest
- Concert, voor cello en orkest

#### Andere werken voor orkest
- 1907-1917 Romeo en Julia, symfonisch gedicht
- 1908-1918 Thimon van Athene, symfonisch gedicht
- 1909 Phèdre, symfonisch gedicht
- 1910 Le Cid, symfonisch gedicht

### Vocale muziek

#### Cantates
- 1893 Lady Macbeth - tekst: J. B. de Snerck
- 1895 Callirhoé - tekst: L. Solvay
- 1921-1922 Vaderlandsche Cantate
- 1930 De Jubeldag - tekst: Lambrecht Lambrechts
- Cantate jubilaire - tekst: M. Dubois-Petit

#### Werken voor koor
- 1890 Nocturne, voor mannenkoor
- 1899 Art et Travail, voor mannenkoor
- 1903 Galswinthe, voor solisten, gemengd koor en orkest
- 1908 St. Amands, voor solisten, gemengd koor en orkest
- 1911 Ode de la musique, voor vrouwenkoor
- 1914 Colette et Lucas, voor solisten, gemengd koor en orkest

#### Liederen
- A une Étoile, voor zangstem en piano - tekst: Alfred de Musset
- Brume du soir, voor zangstem en piano - tekst: André van Hasselt
- Ce que nous sommes, voor zangstem en piano - tekst: André van Hasselt
- Chanson "Bonjour Suzon", voor zangstem en piano - tekst: Alfred de Musset
- Fleur fanée, voor sopraan en piano - tekst: Léon Dierx
- Hymne du matin, voor sopraan en piano - tekst: Alphonse Marie Louis de Prat de Lamartine
- La Nuit, voor zangstem en piano - tekst: Sully Prud'homme
- L'énamourée, voor contra-alt (of mezzosopraan) en piano - tekst: Théodore Faullin de Banville
- Le nom effacé, voor zangstem en piano - tekst: André van Hasselt
- Mai, voor sopraan en piano - tekst: François Coppée
- Offrande, voor zangstem en piano - tekst: Victor Hugo
- Pour un seul mot, voor zangstem en piano - tekst: André van Hasselt
- Prière, voor zangstem en piano - tekst: Sully Prud'homme
- Seule!, voor contra-alt (of mezzosopraan) en piano - tekst: Pierre-Jules-Théophile Gautier
- Si mes vers des Ailes, voor zangstem en piano - tekst: Victor Hugo
- Solitude, voor zangstem en piano - tekst: Victor Debay
- Souvenir, voor zangstem en piano - tekst: Alphonse Marie Louis de Prat de Lamartine

### Kamermuziek
- 1902 Sextuor, voor blaassextet (dwarsfluit, hobo, 2 klarinetten, hoorn en fagot)
- 1930 Romance, voor viool en piano
- Idylle, voor vijf strijkers
- Sonate D majeur, voor viool en piano
- Sonate A majeur, voor viool en piano
- Strijkkwartet nr. 1
- Strijkkwartet nr. 2 A majeur
- Strijkkwartet nr. 3
- Strijkkwartet nr. 4

### Werken voor orgel
- Marche religieuse

### Werken voor piano
- 1892 Marche solennelle pour l'inauguration de l'Exposition d'Anvers
- 1898 Pièce
- 1904 Pièce